# Paracentrobia cassidavora
Paracentrobia cassidavora är en stekelart som beskrevs av Subba Rao 1974. Paracentrobia cassidavora ingår i släktet Paracentrobia och familjen hårstrimsteklar. Inga underarter finns listade i Catalogue of Life.